# Secondigné-sur-Belle

Secondigné-sur-Belle este o comună în departamentul Deux-Sèvres, Franța. În 2009 avea o populație de 548 de locuitori.